# Kim Possible
Kim Possible je americký animovaný televizní seriál vysílaný v letech 2002–2007 na stanici Disney Channel.

## Příběh
Hlavní postavou je superagentka Kim Possible, která ve svém volném čase zachraňuje svět. Kim Possible je 19 let a chodí na Middletonskou střední školu. Její nejlepší kamarád se jmenuje Ron Stoppable a má rypoše jménem Rufus. Kim je kapitánkou školního roztleskávacího týmu. Její školní rivalka je Bonnie Rockwallová. Wade Load, génius, zajišťuje Kim dopravu na akce, technické zázemí a supervybavení.
Úhlavním nepřítelem Kim Possible je Dr. Drakken a jeho pomocnice Shego, dále pak Gorilí pěst, Duff Kiligan, Senor Senior Senior a Senor Senior Junior.

## Postavy
V anglické originální verzi byly postavy namluveny těmito herci:
- Christy Carlson Romano – Kim Possible
- Will Friedle – Ron Stoppable
- John DiMaggio – Dr. Drakken
- Nicole Sullivan – Shego
- Jean Smart – Dr. Ann Possible
- Gary Cole – Dr. James Timothy Possible

V české verzi postavy namluvili:
- Kateřina Petrová – Kim Possible
- Daniel Tůma – Ron Stoppable
- Miroslav Táborský – Dr. Drakken
- Nikola Votočková – Shego
- Dana Batulková – Dr. Ann Possible
- Ivan Jiřík – Dr. James Timothy Possible

Dabing probíhal v letech 2004–2005 v dabingovém Studio Virtual. Českou verzi seriálu režíroval Zdeněk Štěpán. Úvodní píseň v češtině k seriálu nazpívala zpěvačka Lucie Vondráčková.

## Vysílání
Seriál má 4. série, avšak v České republice byl seriál odvysílán jen do 3. série. K seriálu byly ještě dotočeny dva celovečerní filmy – Kim Possible: Problém s časem a Kim Possible: Velký drámo.
| Řada | Díly | Premiéra v USA    | Premiéra v USA  | Premiéra v ČR   | Premiéra v ČR   |
| Řada | Díly | První díl         | Poslední díl    | První díl       | Poslední díl    |
| ---- | ---- | ----------------- | --------------- | --------------- | --------------- |
| 1    | 21   | 7. června 2002    | 16. května 2003 | vysíláno        | vysíláno        |
| 2    | 30   | 18. července 2003 | 5. srpna 2004   | vysíláno        | vysíláno        |
| 3    | 14   | 25. září 2004     | 10. června 2006 | vysíláno        | vysíláno        |
| 4    | 22   | 10. února 2007    | 7. září 2007    | nebylo vysíláno | nebylo vysíláno |